# Lilík mochyňovitý

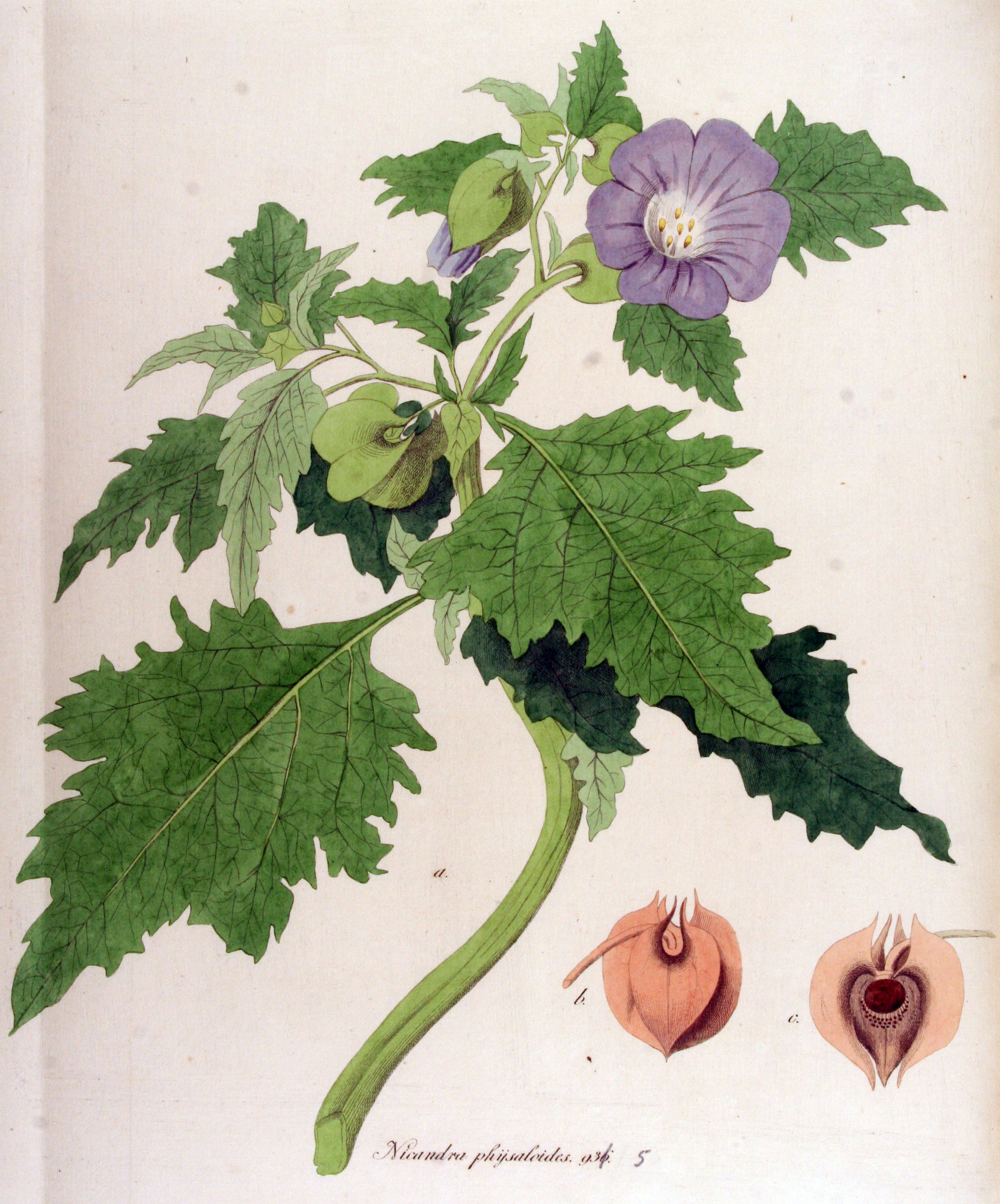
Nákres lilíku mochyňovitého

Lilík mochyňovitý (Nicandra physalodes) je jednoletá, až metr vysoká bylina a je považována za jediný druh monotypického rodu lilík. Pochází z jihoamerického Peru a do Evropy se dostal jako výsledek objevitelských výprav a pro své květy začal být pěstován ve šlechtických zahradách a parcích co okrasná rostlina. Je velmi citlivý na pokles teploty, již při +2 °C hyne.

## Rozšíření
Ze svých vymezených stanovišť unikal postupně do volné přírody, kde za příhodných podmínek zplaňoval a nyní se vyskytuje jako plevel v Evropě, Severní a Jižní Americe, Makaronésii, Africe, Jihovýchodní Asii, Austrálii, na Novém Zélandu i na některých Tichomořských ostrovech. V místech svého původu roste na chudých andských svazích až do nadmořské výšky 2500 m i jako plevel mezi tamními kulturními rostlinami.
V přírodě dnešní České republiky byl tento neofyt poprvé pozorován roku 1853 a dodnes se v ní udržel. V současnosti se krátkodobě vyskytuje na teplejších územích státu, zejména v Polabí. Protože se občas pěstuje na zahradách jako nenáročná, ozdobná letnička, zplaňuje v okolích zahrádkářských kolonií a sídlišť. Roste tam v teplých, sypkých minerálních půdách v řídkých trávnících, návozech zeminy, příkopech, na hromadách kompostů a ojediněle se dostává i na pole jako plevel.

## Popis

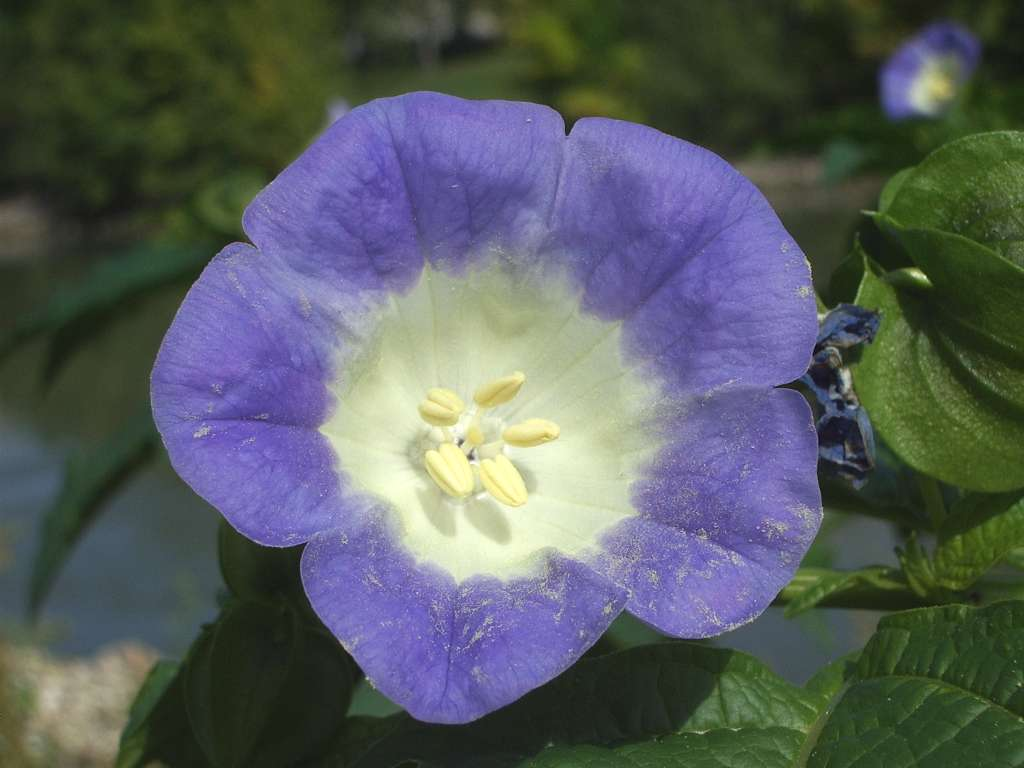
Květ lilíku

Bylina s nevětvenou lodyhou vysokou 50 až 130 cm, která je slabě hranatá a ve spodní části bývá někdy chlupatá. Je střídavě porostlá lysými, tuhými, dlouze řapíkatými listy s čepelemi vejčitými až eliptickými, 5 až 15 cm dlouhými a 2 až 10 cm širokými, na okrajích nepravidelně zubatými, chobotnatě laločnatými nebo peřenosečnými a na vrcholu tupě špičatými.
Modré nebo modrofialové, 2 až 3 cm velké, oboupohlavné květy na dlouhých, svěšených stopkách vyrůstají jednotlivě z úžlabí listů. Pětičetné květy mají nafouklý, pohárkovitý, hluboce členěný, zelený kalich, který je vytrvalý a se zráním plodu zvětšuje. Koruna je zvonkovitá, mělce laločnatá, její vejčité plátky jsou modré nebo modrofialové, na bázi mají tmavší skvrny a často mívají bělavý střed.
Tyčinek je v květu pět, mají krátké nitky srostlé v hrdle koruny a nesou eliptické, podélně se otvírající prašníky. Semeník ze dvou plodolistů je druhotně dělen na tři až pět pouzder, která obsahují četná vajíčka. Nitkovitá čnělka je zakončená laločnatou bliznou. Kvete od srpna do října, květ je otevřen asi jen od 11 do 16 hodin a brzy po hmyzím opylení uvadá.
Plod je hnědá, kulovitá, vysychavá, nepukavá bobule o průměru 1,5 cm krytá suchým, vytrvalým kalichem. Obsahuje 20 až 100 kulovitých, slabě stlačených, světle hnědých semen velkých asi 1 mm, kterými se rostlina rozmnožuje.

## Toxicita
Podobně jako jiné rostliny z čeledi lilkovitých obsahuje taktéž lilík mochyňovitý toxické látky, např. alkaloidy příbuzné hyoscyaminu nebo atropinu a glykosidní hořčinu nikandrin.

## Význam
Dříve byl využíván v léčitelství, sloužil jako diuretikum a používal se při vyplavování písku z močových cest. Odvar se užíval i jako silné sedativum. Pro vysoký obsah toxických látek a následnou možnost otravy se k léčení již nepoužívá.
Občas se pěstuje jako okrasná letnička, především kvůli svým nápadným modrofialovým květům. Zralé, vysušené plody se využívají v suché vazbě. Rostlina vydává z listů do ovzduší látky odpuzující některý hmyz a pro tyto repelentní účinky se vysazuje i do skleníku.
Na východě tropické Afriky, v Keni, Ugandě a Tanzanii se stal silně se šířící invazní rostlinou, obdobně jako v Pacifiku na Havaji a Nové Kaledonii. Nejčastěji zapleveluje sojové plantáže.

## Poznámka
Existuje i varieta s fialově naběhlou lodyhou, řapíky a kalichem, která je některými autory chybně považována za druh Nicandra violacea.

## Galerie

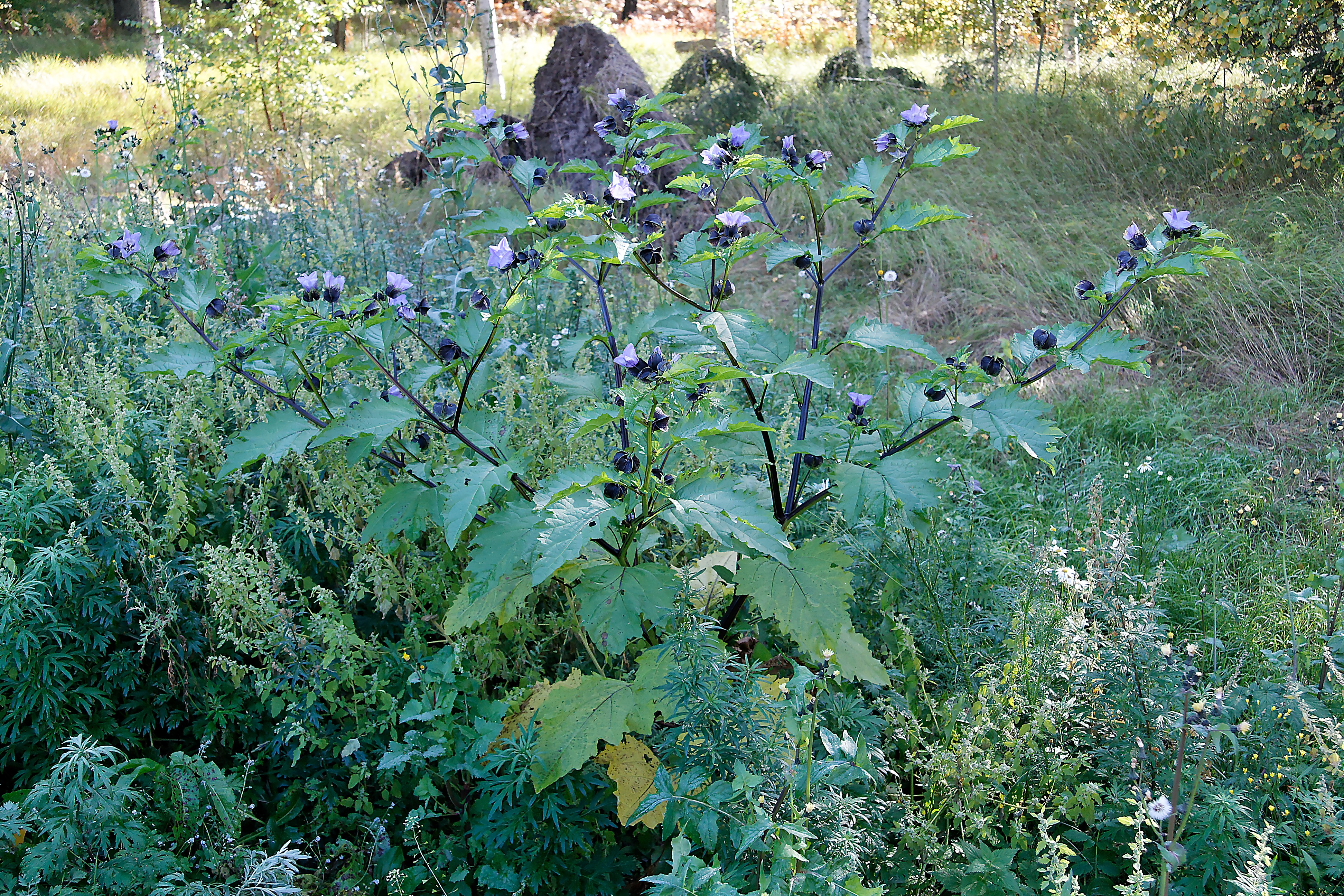
Typický porost
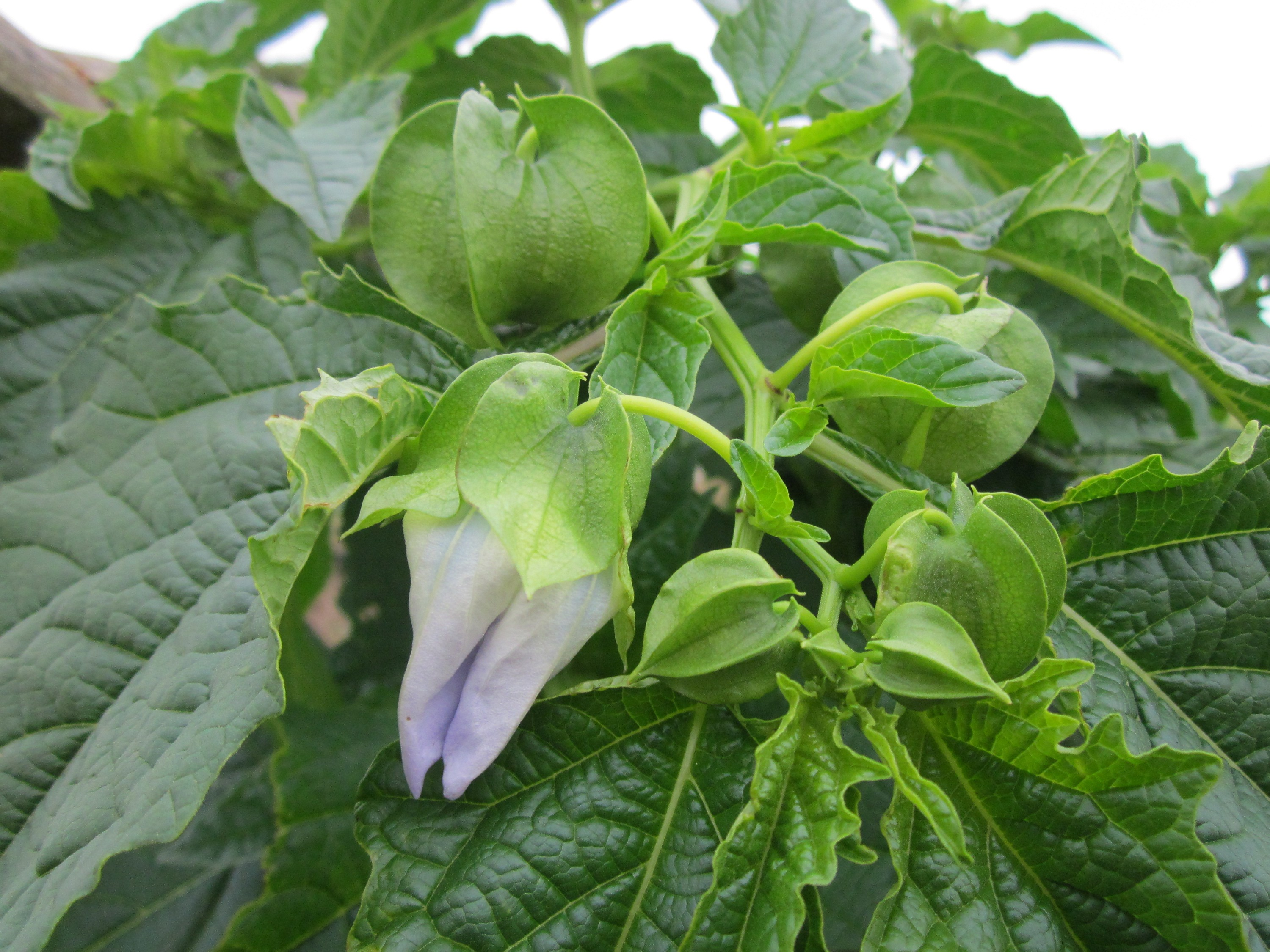
Listy, květy a plody
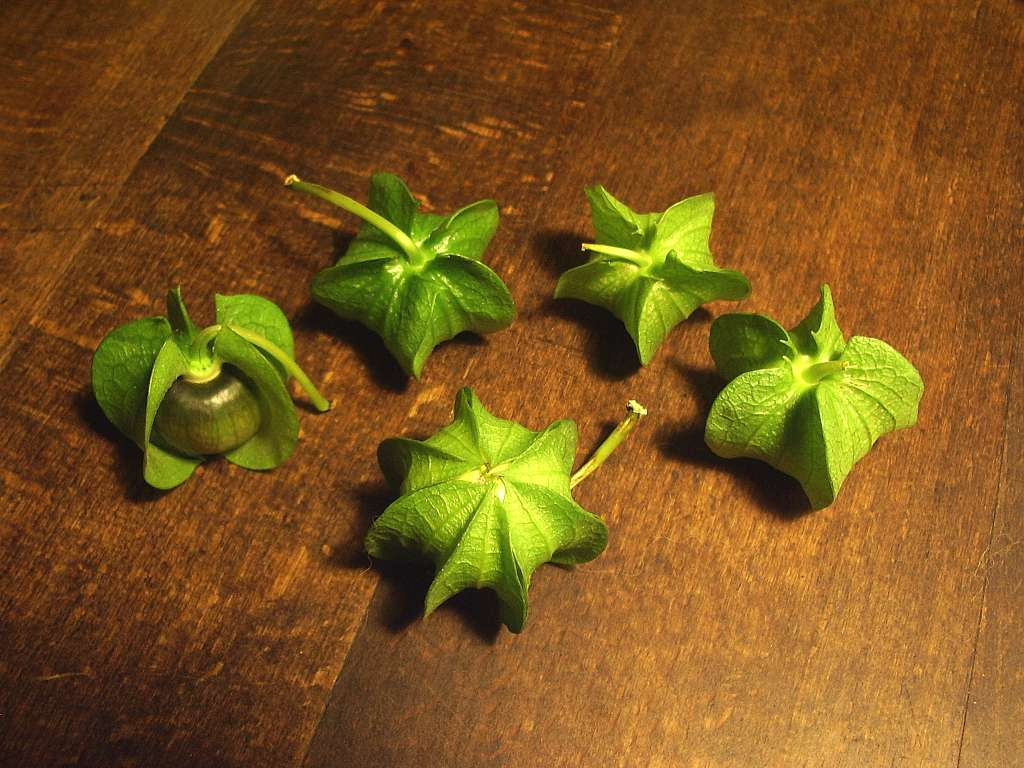
Nezralé plody v kališích
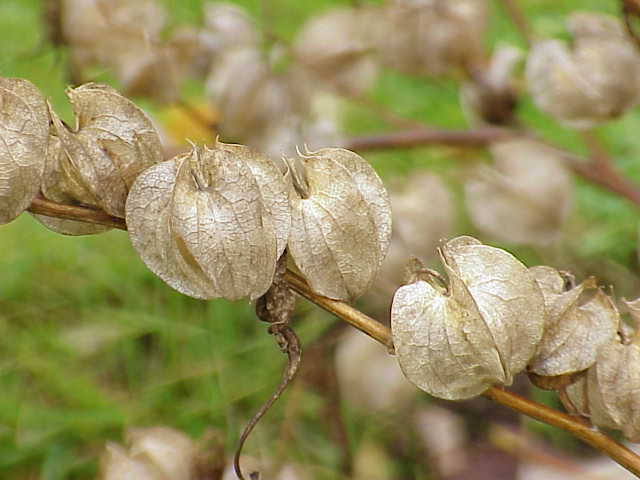
Zralé plody v kališích